# Gabriel Macht
Gabriel Macht, född 22 januari 1972 i Bronx, är en amerikansk skådespelare och filmproducent. 
Macht medverkade bland annat i Behind Enemy Lines.
Han spelade karaktären Harvey Specter i den amerikanska TV-serien Suits.

## Filmografi (urval)
- 2001 – American Outlaws
- 2001 – Behind Enemy Lines
- 2002 – Bad Company
- 2003 – Uppdraget
- 2004 – A Love Song for Bobby Long
- 2005 – Döden väntar i Archangelsk (TV-film)
- 2006 – Den innersta kretsen
- 2007 – Tre systrar & en mamma
- 2008 – The Spirit
- 2009 – Middle Men
- 2009 – Whiteout
- 2010 – Love and Other Drugs
- 2011 – S.W.A:T Firefight
- 2011–2018 – Suits (TV-serie)